# Unilever Côte d'Ivoire
Unilever Côte d'Ivoire (ou Unilever CI) est une société ivoirinenne filiale du groupe Unilever, cotée à la bourse d'Abidjan (Bourse régionale des valeurs mobilières), qui portait précédemment le nom de Blohorn. Elle est spécialisée dans la transformation de l'huile de palme, en particulier les corps gras et la savonnerie.l’actuelle PDG d’Unilever Côte d’Ivoire est M. DIOP ARONA. 
La filière palmier à huile est un des principaux secteurs de l'agriculture en Côte d'Ivoire, et Unilever CI en étant un des principaux transformateurs (avec Cosmivoire), elle est aussi une des principales entreprises industrielles du pays.

## Historique
La société Blohorn a été créée en 1932 par Joseph Blohorn.
Elle fut abandonnée pendant la Seconde Guerre mondiale, puis reprise à la fin de la guerre par André Blohorn (mort en 1984).
Implantée d'abord à Cocody, elle fut obligée, par son développement et l'urbanisation d'Abidjan, de s'installer en 1973 à Vridi.
Son activité principale est la production d'huile de palme, de savon.
Groupe familial, elle a été vendue au groupe Unilever en 1982.